# Dinastia Leopoldina
A Dinastia Leopoldino ou Luitpolding fora uma dinastia medieval que governou o Ducado raíz alemão da Baviera iniciando o governo em algum momento no final do século IX até 985.

## Origem
A queda dos Leopoldinos franco orientais não foi conclusivamente estabelecida. O progenitor da família o Marquês Leopoldo da Baviera, possivelmente um parente dos  Huosi, uma família nobre bávara do começo da idade média, e talvez relacionadas com a dinastia Carolíngia pela mãe do Imperador Arnulfo, Liutswind. Em 893 Arnulfo nomeou seu margrave em Caríntia e Pannonia, sucedendo ao marquês guilhermino Engelschalk II. Luitpoldo foi capaz de ampliar sua possessões bávaras em torno de Regensburg, e o adjacente Marco de Nordgau, ele se tornou um líder militar durante as invasões húngaras e foi morto em 907 na Batalha de Pressburg. 

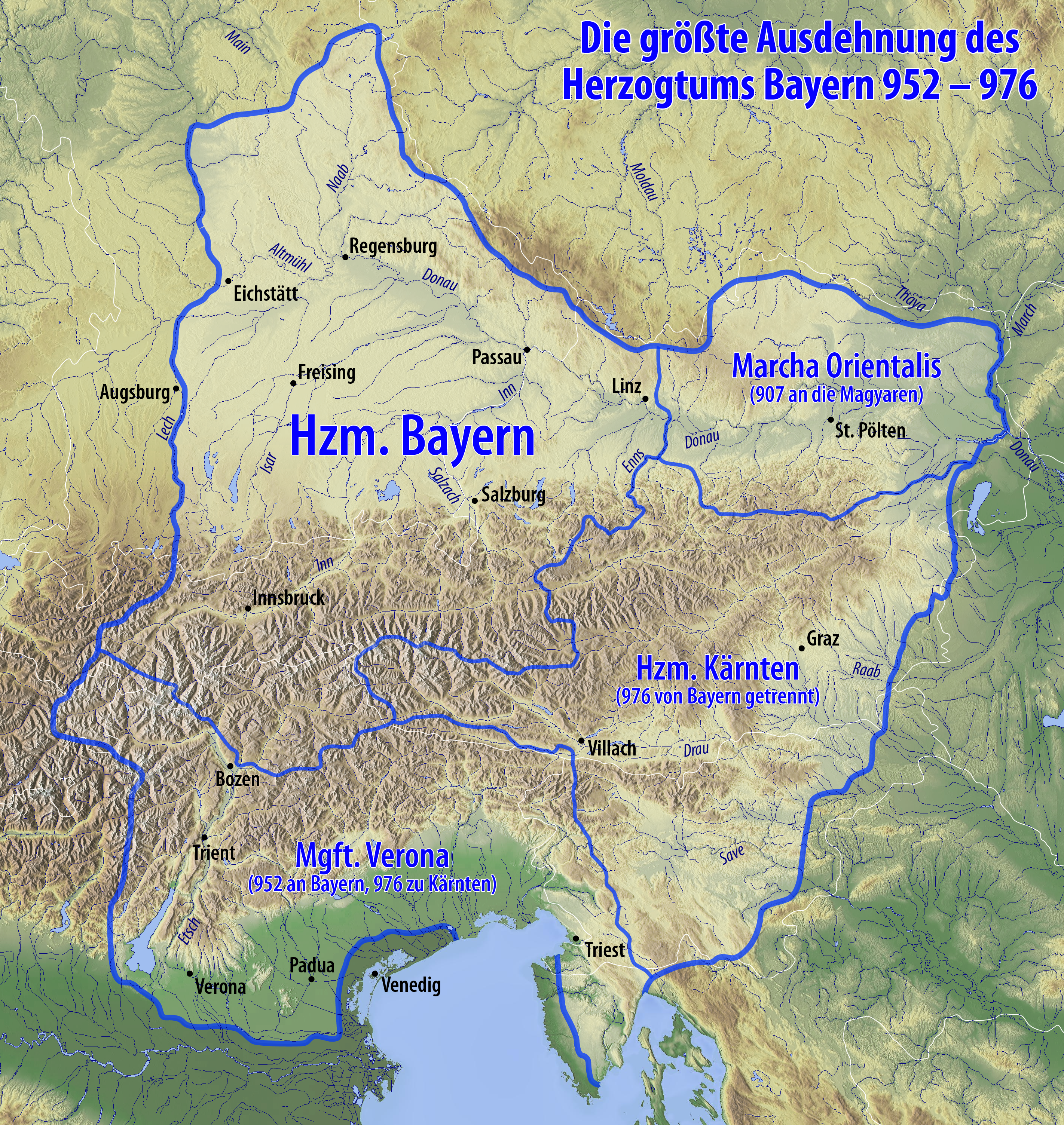
Ducado da Baviera 952-976

Enquanto o Reino da Germânia surgiu sob o dominio do Rei Conrado I e de seus sucessores da dinastia Otoniana, Luitpoldo filho e herdeiro de Arnulfo o Mau, apoiado pela nobreza local, adotou o título ducal bávaro, reorganizou a defesa contra os invasores húngaros e, de acordo com o contemporâneo Annales iuvavenses, construiu-se uma posição de "Rei fantoche" em sua residência em Regensburg. Ele, inevitavelmente, interferiu com o Rei otoniano Henrique I da Germânia, cujo governo ele finalmente reconheceu em 921, reservando-se inúmeros privilégios para si mesmo. Recebendo sinal verde do rei, ele fez campanha nas terras do duque Venceslau da Boêmia e em 933/34 invadiu o Reino da Itália, a fim de obter a Coroa de Ferro da Lombardia para seu filho Eberhard, embora sem sucesso.

## Declínio
Eberhard tinha sucedido seu pai como Duque da Baviera em 937, no entanto, logo ele lutou contra o Rei Otão I, da Germânia, que não tinha intenção de respeitar a autonomia da Baviera. Otão declarou Eberhard deposto e banido no ano seguinte enomeou em seu lugar Arnulfo irmão do duque Bertoldo, depois de ele ter renunciado ao exercício da Baviera liberdades.
Bertholdo se manteve fiel ao Rei Otão, no entanto, após sua morte, em 947 o título hereditário de seu filho, Henrique, o Jovem, foi negado, quando o rei cedeu o ducado da Baviera para o seu próprio irmão Henrique I, que havia se casado com a filha de Arnulf Judite. Em 976 Henrique, o Jovem recebeu uma certa compensação do Imperador Otão II com o recém-criado Ducado de Caríntia. Em 983 ele ainda recuperou o título ducal bávaro, no entanto, dois anos depois, o duque Henrique, o Wrangler o tomou a força. Com sua morte, em 989, a dinastia leopoldina foi extinta.

## Genealogia
Leopoldo (m. 907), Marquês da Caríntia e alta Pannonia, Conde de Nordgau.
- Arnulfo o Mau, Duque da Baviera de 907 a 937, teve de aceitar a soberania do Rei Henrique, o Passarinheiro em 921
  - Eberardo, Duque da Baviera de 937 a 938, deposto e banido pelo Rei Otão I do Sacro Império Romano-Germânico
  - Arnulfo II (913 – 954), Conde palatino da Baviera em 938
    - Bertoldo de Reisensburg (930 – 999), Conde Palatino da Baviera

  - Judite, Duquesa da Baviera (925 – 985), casou com Henrique I, o irmão mais novo do Rei otão I, Duque de Lotaríngia 939 – 940, Duque da Baviera a partir de 948 até sua morte, em 955
- Bertoldo, Duque da Baviera, mediante a deposição de seu sobrinho Eberhard em 938 até sua morte, em 947
  - Henrique, o Jovem, o Duque de Caríntia 976 – 978 e 985 – 989, Duque da Baviera a partir de 983 a 985

Uma afiliação com a Casa de Wittelsbach é possível, embora não provado, o Conde palatino de Arnulfo II 940 tinha um castelo construído em Scheyern; os descendentes do Conde Otão I de Scheyern (m. antes de 4 de dezembro de 1072), documentado como Vogt de Freising em 1047, são classificados como ancestrais dos Wittelsbachs.